# Langlaufen op de Paralympische Winterspelen 2002
De VIIIe Paralympische Winterspelen werden in 2002 gehouden in Salt Lake City, Verenigde Staten. België deed niet mee aan deze Paralympische Spelen.
Marjorie van de Bunt behaalde voor Nederland drie maal zilver. Op de 5 km, 10 km en op de 15 km.

## Mannen
| \| Rank \| Land \| Tijd \| \| ---- \| ---- \| ------- \| \| 1 \| RUS \| 45:49.1 \| \| 2 \| USA \| 45:50.7 \| \| 3 \| NOR \| 46:49.7 \| |      |         |
| Rank | Land | Tijd    |
| 1 | RUS  | 45:49.1 |
| 2 | USA  | 45:50.7 |
| 3 | NOR  | 46:49.7 |

### 5 km
| Klasse |         | land | Goud              | land | Zilver               | land | Brons               |
| ------ | ------- | ---- | ----------------- | ---- | -------------------- | ---- | ------------------- |
| B1     | 14:54.6 | NOR  | Helge Flo         | UKR  | Oleh Munts           | RUS  | Valeri Kouptchinski |
| B2     | 12:35.8 | GER  | Frank Hoefle      | RUS  | Nikolai Ilioutchenko | SWE  | Emil Oestberg       |
| B3     | 12:07.3 | CAN  | Brian McKeever    | RUS  | Irek Mannanov        | UKR  | Vitaliy Lukyanenko  |
| LW2-4  | 13:22.3 | NOR  | Kjartan Haugen    | USA  | Steven Cook          | GER  | Roland Gaess        |
| LW5-9  | 13:58.1 | NOR  | Andreas Hustveit  | GER  | Axel Hecker          | JPN  | Yoshihiro Nitta     |
| LW10   | 18:00.4 | RUS  | Sergej Sjilov     | RUS  | Mikhail Terentiev    | GER  | Klaus Kleiser       |
| LW11   | 16:53.3 | ITA  | Roland Ruepp      | AUT  | Oliver Anthofer      | FRA  | Alain Marguerettaz  |
| LW12   | 16:08.3 | RUS  | Taras Kryjanovski | SVK  | Vladimir Gajdiciar   | POL  | Wieslaw Fiedor      |

### 10 km
| Klasse |         | land | Goud                | land | Zilver             | land | Brons                |
| ------ | ------- | ---- | ------------------- | ---- | ------------------ | ---- | -------------------- |
| B1     | 27:50.1 | RUS  | Valeri Kouptchinski | UKR  | Oleh Munts         | GER  | Wilhelm Brem         |
| B2     | 23:13.8 | GER  | Frank Hoefle        | SWE  | Emil Oestberg      | RUS  | Nikolai Ilioutchenko |
| B3     | 22:39.1 | CAN  | Brian McKeever      | RUS  | Irek Mannanov      | GER  | Alexander Schwarz    |
| LW2-4  | 28:15.2 | NOR  | Nils Erik Ulset     | USA  | Steven Cook        | GER  | Harald Thauer        |
| LW5-9  | 29:34.8 | GER  | Axel Hecker         | NOR  | Andreas Hustveit   | GER  | Josef Giesen         |
| LW10   | 43:12.6 | RUS  | Mikhail Terentiev   | RUS  | Sergej Sjilov      | SUI  | Hanspeter Weber      |
| LW11   | 37:46.2 | ITA  | Roland Ruepp        | FRA  | Alain Marguerettaz | SUI  | Ruedi Weber          |
| LW12   | 35:42.4 | POL  | Wieslaw Fiedor      | USA  | Robert Balk        | UKR  | Mykola Ovcharenko    |

### 15 km
| Klasse  |         | land | Goud          | land | Zilver            | land | Brons           |
| ------- | ------- | ---- | ------------- | ---- | ----------------- | ---- | --------------- |
| LW10-12 | 49:28.5 | RUS  | Sergej Sjilov | RUS  | Mikhail Terentiev | AUT  | Oliver Anthofer |

### 20 km
| Klasse          |           | land | Goud                | land | Zilver         | land | Brons        |
| --------------- | --------- | ---- | ------------------- | ---- | -------------- | ---- | ------------ |
| staand          | 1:07:34.3 | NOR  | Nils Erik Ulset     | USA  | Steven Cook    | GER  | Josef Giesen |
| visueel beperkt | 1:05:13.5 | RUS  | Valeri Kouptchinski | CAN  | Brian McKeever | GER  | Frank Hoefle |

## Vrouwen
| \| Rank \| Land \| Tijd \| \| ---- \| ---- \| ------- \| \| 1 \| NOR \| 32:03.9 \| \| 2 \| RUS \| 33:07.7 \| \| 3 \| FIN \| 35:28.4 \| |      |         |
| Rank | Land | Tijd    |
| 1 | NOR  | 32:03.9 |
| 2 | RUS  | 33:07.7 |
| 3 | FIN  | 35:28.4 |

### 2.5 km
| Klasse  |        | land | Goud               | land | Zilver             | land | Brons           |
| ------- | ------ | ---- | ------------------ | ---- | ------------------ | ---- | --------------- |
| zittend | 9:01.2 | NOR  | Ragnhild Myklebust | UKR  | Svitlana Tryfonova | UKR  | Olena Iurkovska |

### 5 km
| Klasse  |         | land | Goud                  | land | Zilver               | land | Brons                |
| ------- | ------- | ---- | --------------------- | ---- | -------------------- | ---- | -------------------- |
| B1      | 18:15.1 | GER  | Verena Bentele        | FRA  | Fabienne Kaci        | FIN  | Merja Hannele Hanski |
| B2-3    | 15:51.3 | BLR  | Yadviha Skarabahataya | FIN  | Jaana Argillander    | NOR  | Tone Gravvold        |
| staand  | 15:33.1 | FIN  | Tanja Kari            | NED  | Marjorie van de Bunt | NOR  | Siw Vestengen        |
| zittend | 20:19.0 | NOR  | Ragnhild Myklebust    | UKR  | Svitlana Tryfonova   | UKR  | Olena Iurkovska      |

### 10 km
| Klasse |         | land | Goud              | land | Zilver                | land | Brons                |
| ------ | ------- | ---- | ----------------- | ---- | --------------------- | ---- | -------------------- |
| B1-2   | 35:14.1 | GER  | Verena Bentele    | FRA  | Emilie Tabouret       | FRA  | Fabienne Kaci        |
| B3     | 30:53.4 | FIN  | Jaana Argillander | BLR  | Yadviha Skarabahataya | RUS  | Tatiana Ilioutchenko |
| staand | 28:07.5 | FIN  | Tanja Kari        | NED  | Marjorie van de Bunt  | NOR  | Siw Vestengen        |

### 15 km
| Klasse          |         | land | Goud           | land | Zilver               | land | Brons             |
| --------------- | ------- | ---- | -------------- | ---- | -------------------- | ---- | ----------------- |
| staand          | 45:21.5 | FIN  | Tanja Kari     | NED  | Marjorie van de Bunt | NOR  | Siw Vestengen     |
| visueel beperkt | 58:28.7 | GER  | Verena Bentele | RUS  | Tatiana Ilioutchenko | FIN  | Jaana Argillander |

## Deelnemende landen Langlaufen 2002
- RUS
- USA
- NOR
- GER
- UKR
- FRA
- FIN
- JPN
- ITA
- SUI
- BLR
- SWE
- SVK
- NED
- CAN
- KAZ
- POL
- CHN
- AUT
- CAN
- DEN
- CZE
- BUL

Alpineskiën · Biatlon · Langlaufen · Sledgehockey
1976 · 1980 · 1984 · 1988 · 1992 · 1994 · 1998 · 2002 · 2006 · 2010 · 2014